# ISO 3166-1 alfa-2
ISO 3166-1 alfa-2 koder er to-bogstavs landekoder defineret af ISO 3166-1, som er en del af ISO 3166-standarden udgivet af International Organization for Standardization (ISO), for at repræsentere lande, selvstændige territorier og specielle områder med geografisk interesse.
De blev første gang inkluderet som en del af ISO 3166-standarden i den første udgave i 1974.
Disse koder bruges blandt andet til nationale topdomæner på internettet og som de to første bogstaver i valuta koder i ISO 4217 standarden.

## Eksempel
Danmark har koden DK, derfor er det danske nationale topdomæne .dk og ISO 4217 koden for danske kroner er DKK.